# Листовка (Новгородская область)
Листовка — деревня в Шимском районе Новгородской области России. Входит в состав Уторгошского сельского поселения.

## География
Деревня находится в западной части Новгородской области, в зоне хвойно-широколиственных лесов, в пределах Приильменской низменности, на расстоянии примерно 26 километров (по прямой) к северо-западу от Шимска, административного центра района. Абсолютная высота — 51 метр над уровнем моря.

### Климат
Климат района характеризуется как умеренно континентальный, с относительно мягкой снежной зимой и умеренно тёплым летом. Среднегодовая многолетняя температура воздуха составляет 4,5 °С. Средняя многолетняя температура самого холодного месяца (января) составляет −10 °С (абсолютный минимум — −40 °C); самого тёплого месяца (июля) — 16 — 17 °C (абсолютный максимум — 34 °C). Среднегодовое количество атмосферных осадков — 550—600 мм, из которых большая часть выпадает в тёплый период.

### Часовой пояс
Деревня Листовка, как и вся Новгородская область, находится в часовой зоне МСК (московское время). Смещение применяемого времени относительно UTC составляет +3:00.

## Население
| 2010 |
| ---- |
| 1    |

Согласно результатам переписи 2002 года, в национальной структуре населения русские составляли 100 % из 2 чел.